# قائمة قرارات مجلس الأمن التابع للأمم المتحدة لعام 2009
تتضمن قائمة قرارات مجلس الأمن التابع للأمم المتحدة لعام 2009 جميع القرارات الصادرة عن مجلس الأمن التابع للأمم المتحدة خلال العام 2009.

## القائمة
| رقم القرار | الرمز            | نص القرار                         | موضوع القرار |
| ---------- | ---------------- | --------------------------------- | --- |
| 1860       | S/RES/1860(2009) | نص الوثيقة على موقع الأمم المتحدة | الحالة في الشرق الأوسط، بما في ذلك قضية فلسطين |
| 1861       | S/RES/1861(2009) | نص الوثيقة على موقع الأمم المتحدة | سيادة إريتريا وجيبوتي واستقلالهما وسلامتهما الإقليمية ووحدة كل منهما |
| 1862       | S/RES/1862(2009) | نص الوثيقة على موقع الأمم المتحدة | الحالة في تشاد وجمهورية أفريقيا الوسطى والمنطقة دون الإقليمية |
| 1863       | S/RES/1863(2009) | نص الوثيقة على موقع الأمم المتحدة | الحالة في الصومال |
| 1864       | S/RES/1864(2009) | نص الوثيقة على موقع الأمم المتحدة | رسالة مؤرخة 22 تشرين الثاني/نوفمبر 2006 موجهة من الأمين العام إلى رئيس مجلس الأمن (S/2006/920) |
| 1865       | S/RES/1865(2009) | نص الوثيقة على موقع الأمم المتحدة | الحالة في كوت ديفوار |
| 1866       | S/RES/1866(2009) | نص الوثيقة على موقع الأمم المتحدة | تمديد ولاية بعثة مراقبي الأمم المتحدة في جورجيا لفترة جديدة تنتهي في 15 حزيران/يونيه 2009 |
| 1867       | S/RES/1867(2009) | نص الوثيقة على موقع الأمم المتحدة | تمديد ولاية بعثة الأمم المتحدة المتكاملة في تيمور - ليشتي حتى 26 شباط/فبراير 2010 |
| 1868       | S/RES/1868(2009) | نص الوثيقة على موقع الأمم المتحدة | تمديد ولاية بعثة الأمم المتحدة لتقديم المساعدة إلى أفغانستان إلى غاية 23 آذار/مارس 2010 |
| 1869       | S/RES/1869(2009) | نص الوثيقة على موقع الأمم المتحدة | الحالة في البوسنة والهرسك |
| 1870       | S/RES/1870(2009) | نص الوثيقة على موقع الأمم المتحدة | تقارير الأمين العام عن السودان |
| 1871       | S/RES/1871(2009) | نص الوثيقة على موقع الأمم المتحدة | الحالة فيما يتعلق بالصحراء الغربية |
| 1872       | S/RES/1872(2009) | نص الوثيقة على موقع الأمم المتحدة | الحالة في الصومال |
| 1873       | S/RES/1873(2009) | نص الوثيقة على موقع الأمم المتحدة | الحالة في قبرص |
| 1874       | S/RES/1874(2009) | نص الوثيقة على موقع الأمم المتحدة | عدم الانتشار/جمهورية كوريا الشعبية الديمقراطية |
| 1875       | S/RES/1875(2009) | نص الوثيقة على موقع الأمم المتحدة | تقرير الأمين العام عن قوة الأمم المتحدة لمراقبة فض الاشتباك |
| 1876       | S/RES/1876(2009) | نص الوثيقة على موقع الأمم المتحدة | الحالة في غينيا - بيساو |
| 1877       | S/RES/1877(2009) | نص الوثيقة على موقع الأمم المتحدة | المحكمة الدولية لمحاكمة الأشخاص المسؤولين عن الانتهاكات الجسيمة للقانون الإنساني الدولي التي ارتكبت في إقليم يوغوسلافيا السابقة منذ عام 1991 |
| 1878       | S/RES/1878(2009) | نص الوثيقة على موقع الأمم المتحدة | المحكمة الجنائية الدولية لمحاكمة الأشخاص المسؤولين عن أعمال الإبادة الجماعية وغير ذلك من الانتهاكات الجسيمة للقانون الإنساني الدولي التي ارتكبت في إقليم رواندا والمواطنين الروانديين المسؤولين عن أعمال الإبادة الجماعية وغيرها من الانتهاكات المماثلة التي ارتكبت في أراضي الدول المجاورة بين 1 كانون الثاني/يناير و31 كانون الأول/ديسمبر 1994 |
| 1879       | S/RES/1879(2009) | نص الوثيقة على موقع الأمم المتحدة | رسالة مؤرخة 22 تشرين الثاني/نوفمبر 2006 موجهة من الأمين العام إلى رئيس مجلس الأمن |
| 1880       | S/RES/1880(2009) | نص الوثيقة على موقع الأمم المتحدة | الحالة في كوت ديفوار |
| 1881       | S/RES/1881(2009) | نص الوثيقة على موقع الأمم المتحدة | تقارير الأمين العام عن السودان |
| 1882       | S/RES/1882(2009) | نص الوثيقة على موقع الأمم المتحدة | الأطفال والنزاع المسلح |
| 1883       | S/RES/1883(2009) | نص الوثيقة على موقع الأمم المتحدة | الحالة في العراق |
| 1884       | S/RES/1884(2009) | نص الوثيقة على موقع الأمم المتحدة | الحالة في الشرق الأوسط |
| 1885       | S/RES/1885(2009) | نص الوثيقة على موقع الأمم المتحدة | الحالة في ليبيريا |
| 1886       | S/RES/1886(2009) | نص الوثيقة على موقع الأمم المتحدة | بشأن الحالة في سييراليون |
| 1887       | S/RES/1887(2009) | نص الوثيقة على موقع الأمم المتحدة | عدم انتشار الأسلحة النووية |
| 1888       | S/RES/1888(2009) | نص الوثيقة على موقع الأمم المتحدة | المرأة والنزاع المسلح |
| 1889       | S/RES/1889(2009) | نص الوثيقة على موقع الأمم المتحدة | المرأة والنزاع المسلح |
| 1890       | S/RES/1890(2009) | نص الوثيقة على موقع الأمم المتحدة | الحالة في أفغانستان |
| 1891       | S/RES/1891(2009) | نص الوثيقة على موقع الأمم المتحدة | تقارير الأمين العام عن السودان |
| 1892       | S/RES/1892(2009) | نص الوثيقة على موقع الأمم المتحدة | المسألة المتعلقة بهايتي |
| 1893       | S/RES/1893(2009) | نص الوثيقة على موقع الأمم المتحدة | الحالة في كوت ديفوار |
| 1894       | S/RES/1894(2009) | نص الوثيقة على موقع الأمم المتحدة | حماية المدنيين في النزاعات المسلحة |
| 1895       | S/RES/1895(2009) | نص الوثيقة على موقع الأمم المتحدة | النزاعات في يوغوسلافيا السابقة |
| 1896       | S/RES/1896(2009) | نص الوثيقة على موقع الأمم المتحدة | بشأن جمهورية الكونغو الديمقراطية |
| 1897       | S/RES/1897(2009) | نص الوثيقة على موقع الأمم المتحدة | الحالة في الصومال |
| 1898       | S/RES/1898(2009) | نص الوثيقة على موقع الأمم المتحدة | الحالة في قبرص |
| 1899       | S/RES/1899(2009) | نص الوثيقة على موقع الأمم المتحدة | الحالة في الشرق الأوسط |
| 1900       | S/RES/1900(2009) | نص الوثيقة على موقع الأمم المتحدة | المحكمة الدولية لمحاكمة الأشخاص المسؤولين عن الانتهاكات الجسيمة للقانون الإنساني الدولي التي ارتكبت في إقليم يوغوسلافيا السابقة منذ عام 1991 |
| 1901       | S/RES/1901(2009) | نص الوثيقة على موقع الأمم المتحدة | المحكمة الجنائية الدولية لمحاكمة الأشخاص المسؤولين عن أعمال الإبادة الجماعية وغير ذلك من الانتهاكات الجسيمة للقانون الإنساني الدولي التي ارتكبت في إقليم رواندا والمواطنين الروانديين المسؤولين عن أعمال الإبادة الجماعية وغيرها من الانتهاكات المماثلة التي ارتكبت في أراضي الدول المجاورة بين 1 كانون الثاني/يناير و31 كانون الأول/ديسمبر 1994 |
| 1902       | S/RES/1902(2009) | نص الوثيقة على موقع الأمم المتحدة | الحالة في بوروندي |
| 1903       | S/RES/1903(2009) | نص الوثيقة على موقع الأمم المتحدة | الحالة في ليبيريا |
| 1904       | S/RES/1904(2009) | نص الوثيقة على موقع الأمم المتحدة | التهديدات التي يتعرض لها السلام والأمن الدوليان نتيجة للأعمال الإرهابية |
| 1905       | S/RES/1905(2009) | نص الوثيقة على موقع الأمم المتحدة | الحالة فيما يتعلق بالعراق |
| 1906       | S/RES/1906(2009) | نص الوثيقة على موقع الأمم المتحدة | الحالة فيما يتعلق بجمهورية الكونغو الديمقراطية |
| 1907       | S/RES/1907(2009) | نص الوثيقة على موقع الأمم المتحدة | السلام والأمن في أفريقيا |

## المرجع
1. ↑  "قرارات مجلس الأمن". الأمم المتحدة. مؤرشف من الأصل في 2018-09-04. اطلع عليه بتاريخ 22 شباط / فبراير 2017. {{استشهاد ويب}}: تحقق من التاريخ في: |تاريخ الوصول= (مساعدة)